# Catharina Bolenes
Catarina Bolenes (Delft, 1631 - Delft, 2 de janeiro de 1688), também conhecida como Catharina Bolnes Vermeer, filha de Maria Thins e Willen Bolnes, foi uma burguesa, esposa do segundo maior pintor holandês do século XVII, Johannes Vermeer. Estudiosos sobre a vida e sobre a arte de Vermeer afirmam que Catharina foi de grande influência em ambos os prospectos. Catharina era oriunda de uma família de católicos, e Vermeer converteu-se à sua religião, o fato pode ser visto inclusive na arte do pintor, como no quadro Cristo na casa de Marta e Maria. Peritos na arte de Vermeer ainda afirmam que a modelo para um grande número de quadros foi Catarina.

## Infância
Teve uma infância extremamente triste, seu pai fora muito gentil com sua mãe antes do casamento, mas depois do nascimento da primeira criança tornara-se um monstro. Por intermédio de documentos e diários, foram descobertas anotações particulares de parentes e vizinhos de Maria Thins, afirmando que viram Willen espancar a esposa inúmeras vezes. Quando Catarina tinha apenas 9 anos, pediu ajuda a um vizinho afirmando que seu pai estava prestes a matar sua irmã, Conélia Bolnes.

## Vida Conjugal
Catarina e Johannes Vermeer casaram-se em Delft, na Oude Kerk, no ano de 1653. Tiveram 15 filhos, Maria, Elizabeth, Cornélia, Aleydis, Beatriz, Johannes, Gertruy, Franciscus, Catarina, Ignatius e outros cinco que morreram ao nascer ou não chegaram a idade adulta.

## Viuvez
Catarina ainda viveu 12 anos após tornar-se viúva. Este é o período de sua vida do qual se sabe de mais coisas, talvez pelo número de anotações de comerciantes, com os quais Catarina contraiu dívidas. Através de diários sabe-se que Catarina esteve muito preocupada com os ônus e com os filhos. No ano de 1684 mudou-se para Breda, uma cidade no sul da Holanda, com grande número de católicos, enquanto ainda sustentava 8 filhos. Recebeu durante algum tempo uma pensão, deixada como fundo por seus familiares, Catarina recebeu 96 florins anuais durante seus últimos 5 anos de vida. Em 1687 contraiu uma dívida de 300 florins, com Pitronella de Lange, uma respeitável senhora de Breda. Ao final de sua vida regressou a Delft, onde fez seu último testamento, 27 de dezembro. Este passava a tutela  de seus 5 filhos menores para um guardião em Haia, o qual foi posteriormente substituído. No invetário de Catarina ainda constavam algumas propriedades herdadas de seu pai, as quais foram vendidas por aproximadamente 1300 florins. Recebeu seus últimos sacramentos pelo Padre Philippus de Pauw. Foi enterrada na Nieuwe Kerk, pois o túmulo familiar na Oude Kerk já estava cheio.